# Raimundo Reis
Raimundo Reis Oliveira (Glória, 4 de março de 1930 — local não informado, 24 de dezembro de 2002) foi um jornalista, advogado e político brasileiro.
Cursou o Primário em Aracaju em Sergipe e o Secundário no Colégio Santanópolis de Feira de Santana na Bahia. Diplomou-se em Direito pela Faculdade de Direito da Universidade Federal da Bahia (UFBA) em 1957.
Assessor de diretoria do Serviço Social da Indústria (SESI) e do Moinho Salvador; técnico em assuntos educacionais do Ministério da Educação e Cultura (MEC). Jornalista do Diário de Notícias, Jornal da Bahia e colaborador do Jornal A Tarde.
Foi eleito deputado estadual pelo Partido Social Democrático (PSD), 1959 a 1963. Foi a Suplente de deputado estadual, de 1963 a 1967, assumiu por diversos períodos.

## Atividade partidária
Vice-líder, PSD, ALBA, 1959, 1961-1962.